# AHS Centaur

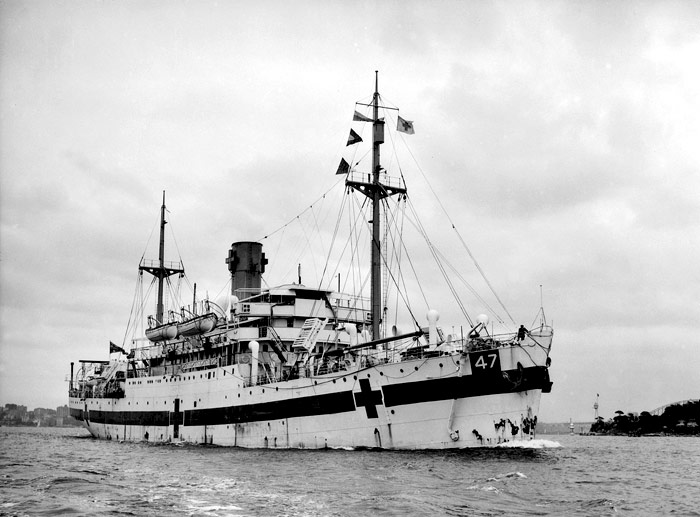
AHS Centaur efter hennes konvertering till sjukhusfartyg. Röda Korsets beteckning "47" kan ses på fören.

Australian Hospital Ship (AHS) Centaur var ett sjukhusfartyg som attackerades och sänktes av en japansk ubåt utanför Queenslands kust i Australien den 14 maj 1943. Av de 332 personer i den medicinska personalen och civila besättningen ombord dödades 268.
Det skotskbyggda fartyget sjösattes 1924 som ett kombinerat passagerarfartyg/lastfartyg och opererade en handelrutt mellan Western Australia och Singapore via Indonesien med passagerare, gods och boskap. Centaur tjänstgjorde både som en civil och militär resurs under sin karriär, och hon var inblandad i återhämtandet av tyska överlevande efter striden mellan Kormoran och HMAS Sydney.
Efter hennes konvertering i början av 1943 till ett sjukhusfartyg, tjänstgjorde Centaur som en medicinsk transport mellan Nya Guinea och Australien. Före gryningen den 14 maj 1943, under hennes andra resa, torpederades Centaur och sänktes av en japansk ubåt utanför North Stradbroke Island, Queensland. Majoriteten av de 332 ombord dog i attacken. De 64 överlevande fick vänta 36 timmar innan de räddades. Attacken resulterade i en allmän vrede eftersom det ansågs vara en krigsförbrytelse. Protester gjordes av australiska och brittiska regeringarna till Japan och ansträngningar gjordes för att hitta de ansvariga så att de kunde ställas inför rätta i en krigsförbrytartribunal. Trots detta var det inte förrän på 1970-talet som identiteten på den attackerande ubåten, I-177, blev offentligt.
Anledningen till attacken är okänd och händelserna kring sänkningen av Centaur är kontroversiell eftersom det har intygats att hon kan ha varit i strid med internationella konventioner som skulle ha skyddat henne. Påståenden om hennes upptäckt gjordes 1995, men vraket har senare visat sig vara ett annat fartyg. Vraket efter Centaur påträffades den 20 december 2009.

## Fotnoter
1. ↑  Även korrekt kallad 2/3rd AHS Centaur eller AHS 47.[1] Även inkorrekt kallad HMAS Centaur[2] eller HMAHS Centaur.[1] AHS anses alternativt stå för Army Hospital Ship.[3]